# Vordere Kesselschneid
Die Vordere Kesselschneid ist mit 2001 m ü. A. der höchste Gipfel im Zahmen Kaiser, dem nördlichen Teil des Kaisergebirges in Tirol.
Der Gipfel befindet sich südöstlich der vielbesuchten Pyramidenspitze und ist von dieser durch einen ca. 50 m tiefen Sattel getrennt. Nach Osten entsendet der Berg einen langgezogenen, felsigen und teilweise mit Bergkiefern bewachsenen Grat, welcher über die Hintere Kesselschneid (1995 m) bis zum Rosskaiser (1970 m) hinüberzieht. Nach Norden bricht er mit steilen Felswänden ins Winkelkar ab, nach Westen schließt sich das weitläufige Plateau des Zahmen Kaisers mit der Pyramidenspitze an und nach Süden fällt der Berg überwiegend schrofig ins Kaisertal ab.

## Routen
Am leichtesten und häufigsten wird die Vordere Kesselschneid von Nordwesten von der Pyramidenspitze aus bestiegen. Von dort aus muss man etwa 50 Meter zu einem Sattel absteigen und anschließend weglos, aber ohne Schwierigkeiten über einen Grashang auf den Gipfel mit Steinmandl hinaufsteigen; Gehzeit ab Pyramidenspitze 20 Minuten.